# Internationale Funkausstellung Berlin
Pour les articles homonymes, voir IFA.
L’Internationale Funkausstellung Berlin ou IFA (salon international de la radiodiffusion de Berlin en français) est l'un des plus anciens salons industriels d'Allemagne, qui se tient tous les ans au Messe Berlin.
L'édition 2020, initialement prévue du 4 au 9 septembre 2020, est annulée le 22 avril par les autorités locales, en raison de la pandémie de coronavirus.

## Présentation
De 1926 à 1939, c'était un événement annuel. Redémarrant en 1950, il devint biennal jusqu'en 2005 avant de redevenir annuel.
Il offre l'occasion aux entreprises de présenter à un large public leurs nouveaux produits, profitant de la notoriété du salon et de sa couverture médiatique. En 2003, l’IFA revendiquait le titre de plus grand salon de l'électronique grand public avec 273 800 visiteurs, plus de 1 000 exposants et 6 800 journalistes accrédités. Il faut toutefois noter que l’IFA, comme de nombreux salons industriels en Allemagne, a toujours eu une vocation plus grand public, ce qui est moins le cas ou le souhait de ses principaux concurrents. 
Le salon se tient en général début septembre.

## Historique
Durant l'édition de 1931, l'inventeur et physicien Manfred von Ardenne fit une démonstration de télévision utilisant un tube cathodique.
L'entreprise allemande AEG y présenta le premier magnétophone en 1935.
Philips, entreprise néerlandaise, montra en 1962 la cassette audio qui permettait d'enregistrer des sons.
En septembre 2014, Jean-Michel Jarre présente l'AeroFrame.

## Galerie

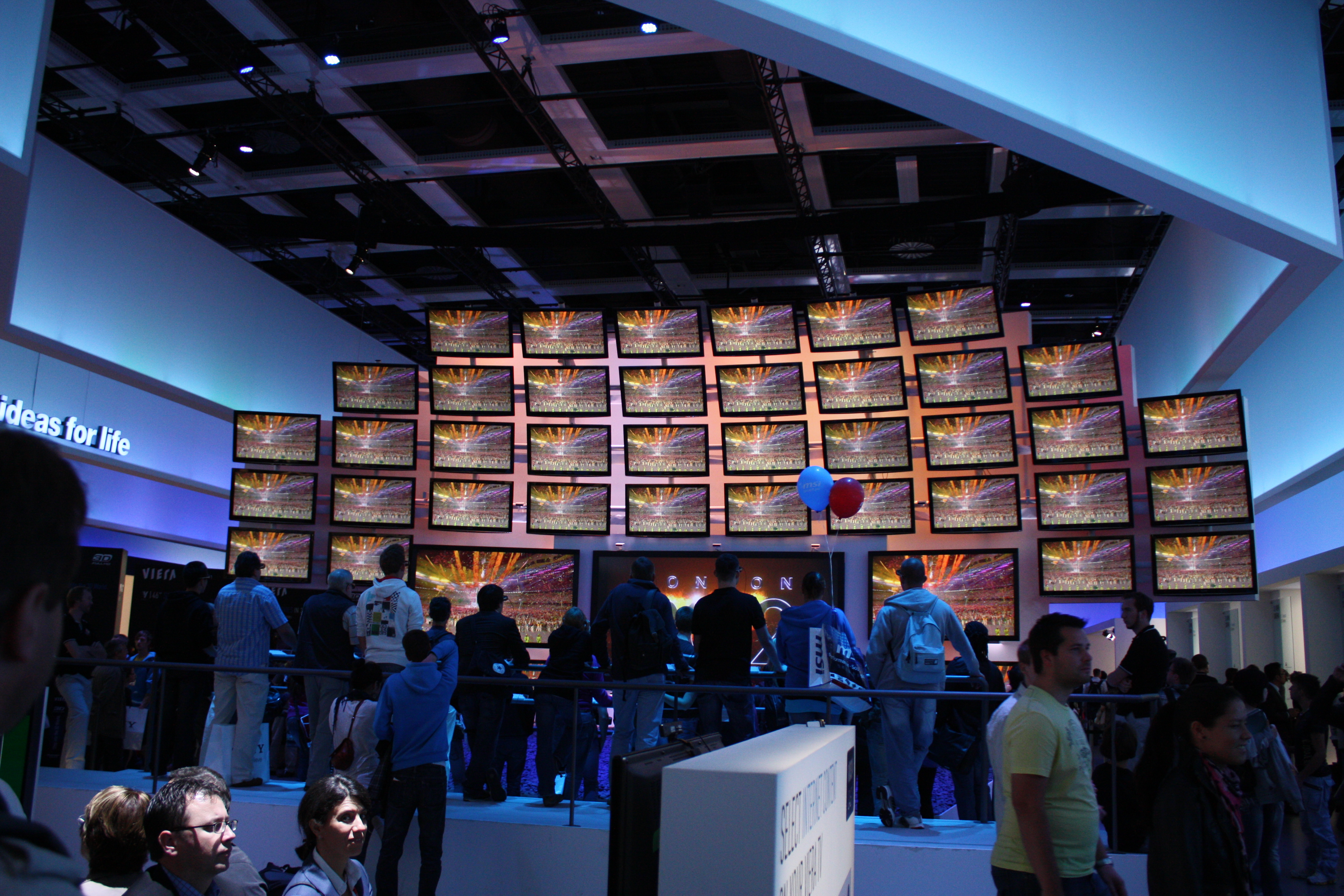
IFA 2010
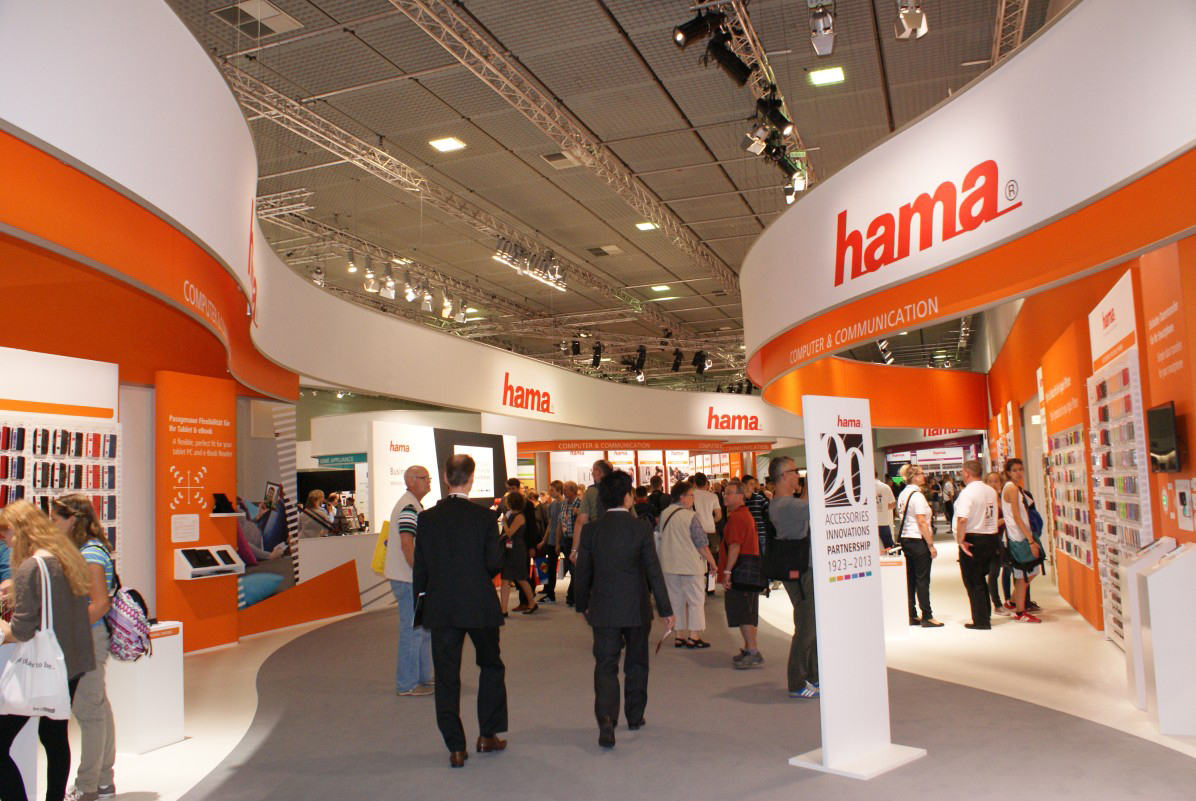
IFA 2014
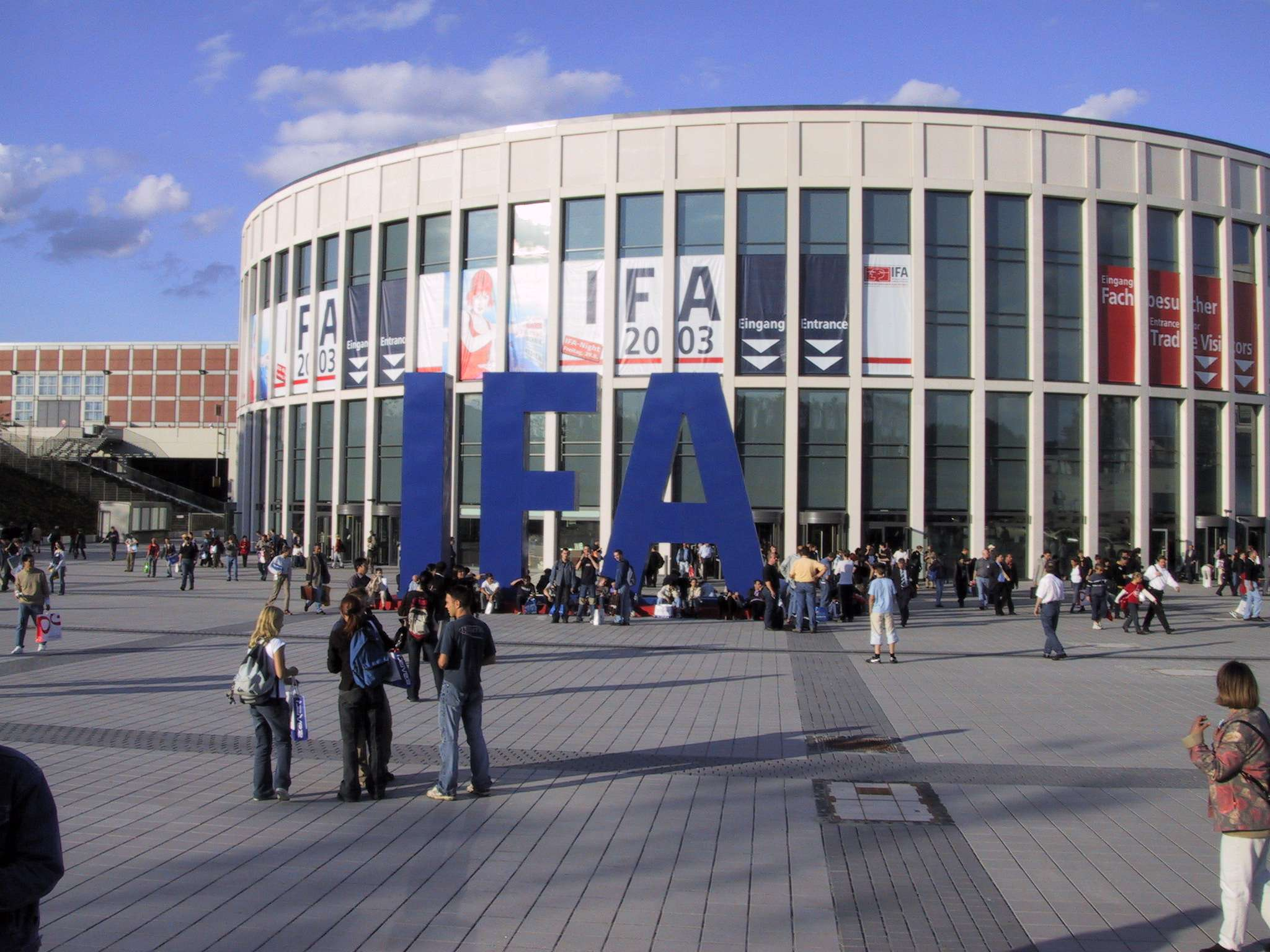